# Welsford
Welsford är en ort i Kanada. Den ligger i provinsen New Brunswick, i den sydöstra delen av landet, 700 km öster om huvudstaden Ottawa. Welsford ligger 15 meter över havet och antalet invånare är 562.
Terrängen runt Welsford är kuperad åt nordost, men åt sydväst är den platt. Welsford ligger nere i en dal. Runt Welsford är det mycket glesbefolkat, med 6 invånare per kvadratkilometer.. Närmaste större samhälle är Grand Bay-Westfield, 13,6 km sydost om Welsford.
I omgivningarna runt Welsford växer i huvudsak blandskog.